# The R.tist 4.merly Known as Dangerous Toys
The R.tist 4.merly Known as Dangerous Toys è il quarto album dei Dangerous Toys, uscito il 17 ottobre 1995 per l'etichetta discografica DMZ Records.
La copertina dell'album è una parodia della copertina dell'album di Prince Lovesexy (1988).

## Tracce
1. Share the Kill – 3:22
2. Cure the Lane – 4:09
3. The Numb – 4:10
4. Take Me Swiftly – 4:16
5. Heard It All – 5:04
6. Transmission – 5:45
7. Words on the Wall – 3:29
8. Better to Die – 4:42
9. Down Inside – 3:20
10. New Anger – 3:40
11. Monster Man – 3:57
12. To Live the Lie – 6:52
13. Mom and Dad – 2:40

## Formazione
- Jason McMaster - voce, basso elettrico
- Paul Lidel - chitarra
- Scott Dalhover - chitarra
- Mark Geary - batteria